# Juan de Bardají
Juan de Bardají (?-¿1421?) fue un militar hospitalario, hijo del poderoso Justicia de Aragón Berenguer de Bardají.
En 1409 acompañó a las tropas de Benedicto XIII en su expedición a Cerdeña. Cuatro años más tarde participó en la revuelta del conde de Urgel, a favor de Fernando I contra Jaime II de Urgel en el sitio de Lérida. Pasó a Huesca con trescientos ballesteros castellanos para auxiliar a Pedro de Urrea a reducir la revuelta urgelista de Antón de Luna. Como premio a su contribución, el rey le distinguió con el señorío de El Grado (Huesca).
En 1420 formó parte de las tropas de Alfonso el Magnánimo en la campaña de Córcega. Según algunas fuentes, habría muerto en el asedio de Bonifacio (1421).

## Matrimonio y descendencia
Casó con Beatriz de Pinos, tuvo a:
- Juan Bardají Pinós (- ca.1464) que asó con Serena de Moncayo, con quien tuvo cuatro hijas: Francisquina, Esperanza, Beatriz y Constanza Bardají Moncayo, tras la muerte de Juan, Serena casó de nuevo con Pedro Zapata, con quien tuvo una hija, Isabel Zapata Moncayo en el 1465 y a un hijo cuatro años más tarde.[2][3]